# Polygonatum singalilense
Polygonatum singalilense är en sparrisväxtart som beskrevs av Hiroshi Hara. Polygonatum singalilense ingår i släktet ramsar, och familjen sparrisväxter. Inga underarter finns listade i Catalogue of Life.